# Anders Henschen
Anders Vilhelm Henschen, född 10 september 1914 i Nacka, död 1 februari 2003 i Lidingö, var en svensk tecknare och illustratör. 
Han var son till professorn Folke Henschen och Signe Thiel samt bror till Helga Henschen och från 1938 gift med Marianne von Sydow. Efter studentexamen 1935 bedrev han självstudier i teckning och akvarellmålning och genomförde en studieresa till Paris och London 1938-1939. Som illustratör medverkade han i All världens berättare och i flera skönlitterära och populärvetenskapliga arbeten samt utförde ett hundratal bokomslag. Han medverkade med ett 30-tal färglagda fågelillustrationer i Rudolf Söderbergs Alla Nordens fåglar 1951.